# Lymantria panthera
Lymantria panthera är en fjärilsart som beskrevs av Van Eecke 1928. Lymantria panthera ingår i släktet Lymantria och familjen tofsspinnare. Inga underarter finns listade i Catalogue of Life.